# 碑林区
碑林区是陕西省西安市中心偏东南部的一个市辖区，西安市城六区之一。西以劳动南路与莲湖区相接；北以丰庆路、环城南路、大保吉巷、琉璃街、西大街与莲湖区相接，以东大街、环城东路、永乐路、长乐路与新城区相接；东以东二环路、火炬路与新城区相接；南以南二环路与雁塔区相接。區人民政府駐南院門街道。
碑林区因著名古迹西安碑林而得名。著名的小雁塔在此区。

## 行政区划
碑林区下辖8个街道办事处：
南院门街道、柏树林街道、长乐坊街道、东关南街街道、太乙路街道、文艺路街道、长安路街道和张家村街道。

## 历史
1966年碑林区改名向阳区，1972年恢复碑林区。

## 人口
根据第七次全国人口普查结果，2020年11月1日零时：全区常住人口为756840人。。

## 旅游景點
- 西安碑林
- 关中书院
- 书院门工艺品字画街区
- 湘子庙历史文化街区
- 荐福寺
- 小雁塔
- 西安博物院
- 兴庆宫公园及阿倍仲麻吕纪念碑
- 八仙庵
- 张学良公馆
- 卧龙寺
- 永宁门
- 含光门博物馆

## 教育
碑林区是西安市重要的文教区域，区域内分布着许多著名大学和中学。

### 大学
- 西安交通大学（兴庆校区）
- 西北大学（老校区）
- 西北工业大学（老校区）
- 西安建筑科技大学（老校区）
- 西安理工大学（老校区）
- 西安工业大学（老校区）
- 西安工程大学 （金花校区）

### 高中

#### 省重点高中
- 西北工业大学附属中学
- 西安交通大学附属中学（初中部）
- 西安市铁一中学
- 西安市第二十六中学
- 西北大学附属中学
- 西安高级中学
- 西安市第三中学
- 西安市第六中学